# Dois na bossa
Dois na bossa (2 na bossa) è un album di Elis Regina e Jair Rodrigues, pubblicato nel 1965 dalla Philips (LP P 632.765 L). Fu registrato dal vivo al Teatro Paramount, a San Paolo.

## Il disco
Dois na bossa è il primo di una serie di 3 album realizzati da Elis Regina in coppia con il cantante di samba Jair Rodrigues tra il 1965 e il 1967.
Registrato dal vivo per uno spettacolo televisivo animato dalla coppia, il disco lancerà nell'olimpo della musica brasiliana la giovanissima (allora non ancora ventenne) "Pimentinha".
La particolarità del disco è la partecipazione caldissima del pubblico e l'energia che la coppia di giovani cantanti riesce a trasmettere.
La musica spazia dal samba, alle canzoni melodiche di cui Elis sarà sempre una delle maggiori interpreti, al jazz nella forma tipica che assumerà in Brasile con quel calore che deriva da una lunga frequentazione con i ritmi afro tipici di quella terra (molto diversi dal blues e dalla tendenza allo swing dei neri nordamericani).
In questo il gruppo piano-basso-batteria che accompagna la coppia si dimostra all'altezza: un po' ruvido, ma pieno di quel senso dell'accelerazione e del fraseggio breve che renderà famosa la musica brasiliana.
La formazione, il Jongo Trio di San Paolo, anch'essa molto giovane, aveva già accompagnato il talentuoso chitarrista Baden Powell e si era distinta nel nuovo scenario della bossa nova paulista.
Memorabile è l'esecuzione di Arrastão, dell'emergente cantante/compositore Edu Lobo su un testo particolarissimo e poetico di Vinícius de Moraes, il grande poeta brasiliano co-inventore della bossa nova.
In Arrastão, Elis dimostra la sua grande arte, il suo temperamento, la sua generosità, la sua naturalezza, la sua grande capacità di coinvolgere e commuovere il pubblico, la sua caldissima voce (ritenuta troppo "hot", all'epoca, per la bossa nova).
Memorabili anche Terra de ninguém, Reza, Menino das laranjas e il medley (o Pot-Pourri come indicato sul disco) con canzoni allora famose come O morro não tem vez, Samba do carioca, A felicidade e Acender as velas in coppia con Rodrigues.
Dois na bossa (o 2 na bossa come recita la copertina) è un importante documento di un periodo in cui in Brasile emergevano decine di giovani brillanti cantanti, compositori, artisti di quella che sarà poi ribattezzatata Música Popular Brasileira o, più semplicemente, MPB.

## Tracce
1. Pot-Pourri - 6:35
  - O morro não tem vez (Tom Jobim-Vinicius de Moraes)
  - Feio não é bonito (Carlos Lyra-Gianfrancesco Guarnieri)
  - Samba do carioca (Carlos Lyra-Vinicius de Moraes)
  - Este mundo é meu (Sergio Ricardo-Ruy Guerra)
  - A felicidade (Tom Jobim-Vinicius de Moraes)
  - Samba de negro (Roberto Correia-Sylvio Son)
  - Vou andar por aí (Newton Chaves)
  - O sol nascerá (A sorrir) (Cartola-Élton Medeiros)
  - Diz que fui por aí (Zé Keti-Hortêncio Rocha)
  - Acender as velas (Zé Keti)
  - A voz do morro (Zé Keti)
  - O morro não tem vez (Tom Jobim-Vinicius de Moraes)
2. Preciso aprender a ser so (Marcos Valle-Paulo Sérgio Valle) - 4:06
3. Zigue-Zague (Édson Menezes-Alberto Paz) - 2:09
4. Terra de ninguem (Paulo Sergio Valle-Marcos Valle) - 2:47
5. Arrastão (Edu Lobo-Vinicius de Moraes) - 2:46
6. Reza (Ruy Guerra-Edu Lobo) - 4:30
7. Tá engrossando  (Édson Menezes-Alberto Paz) - 2:10
8. Sem deus com a familia (César Roldão) - 2:16
9. Ué (Alcina Maria-Osmar Navarro) - 2:06
10. Menino das laranjas (Théo de Barros) - 2:24

## Formazione
- Elis Regina - voce
- Jair Rodrigues - voce
- Jongo Trio
  - Cido Bianchi - pianoforte
  - Sabá - contrabbasso
  - Toninho Pinheiro - batteria